# Consuelo de Saint Exupéry
Consuelo de Saint Exupéry (ur. 10 kwietnia 1901 w miejscowości Armenia w Salwadorze, zm. 28 maja 1979 w Grasse) – salwadorsko-francuska artystka i pisarka, żona słynnego pisarza i lotnika Antoine’a de Saint-Exupéry’ego.

## Życiorys
Consuelo Suncín Sandoval Zeceña urodziła się w małym salwadorskim miasteczku w zamożnej rodzinie ziemiańskiej. Studiowała sztukę za granicą: w San Francisco, w Meksyku oraz we Francji. Podczas pobytu we Francji Kees van Dongen zapoznał ją z Enrique Gómezem Carrillo, gwatemalskim dyplomatą i dziennikarzem, konsulem Argentyny we Francji. Wkrótce potem go poślubiła, jednak małżeństwo nie trwało długo. Po śmierci Enrique w 1927 roku, Consuelo stała się posiadaczką rezydencji w Buenos Aires. W 1929 przeprowadziła się do Argentyny, gdzie poznała francuskiego lotnika i pisarza Antoine’a de Saint-Exupéry’ego. 22 kwietnia 1931 para zawarła ślub cywilny, odbył się w ratuszu w Nicei. Dzień później w kościele w Agay, w gminie Saint-Raphaël odbył się ślub kościelny.
Przeprowadzili się na stałe do Francji, ich małżeństwo było burzliwe. Antoine  realizował misje lotnicze i poszukiwał przygód, co miało odbicie w jego licznych romansach. 31 lipca 1944 Antoine zaginął podczas lotu zwiadowczego.
Consuelo, zrozpaczona po tajemniczym zaginięciu męża, napisała wspomnienia z kilkunastu lat wspólnego życia, pod tytułem Pamiętnik Róży, które następnie skrupulatnie ukryła w skrzyni w swoim domu. 20 lat po jej śmierci w roku 1979 zapiski ujrzały światło dzienne gdy José Martinez-Fructuoso, jej spadkobierca oraz wieloletni pracownik wraz ze swoją żoną, Martine, odkryli je schowane w skrzyni. Alan Vircondelet, autor biografii Antoine’a de Saint Exupéry’ego, wydał je, dokonując pewnych poprawek oraz dokonując podziału na rozdziały. Ta publikacja, która ukazała się we Francji w 2000 roku, w setną rocznicę urodzin Antoine’a de Saint Exupéry’ego, stała się narodową sensacją. Książka została przetłumaczona na szesnaście języków.
Consuelo de Saint Exupéry zmarła w 1979 i została pochowana na cmentarzu Père Lachaise w Paryżu.

## Inspiracja wMałym Księciu
Pomimo wielu trudności, rozstań i zdrad, Consuelo była bardzo bliska sercu Antoine’a. Dowodem jego miłości jest fakt, że sylwetka Consuelo posłużyła pisarzowi za inspirację do stworzenia postaci Róży w utworze Mały Książę. Stosunek tytułowego bohatera do Róży może odzwierciedlać relację jaka istniała pomiędzy małżonkami a zdrady, niewierności i rozterki Antoine’a mogą być symbolizowane w książce przez opis spotkania przez Małego Księcia ogrodu pełnego róż. Kluczowa dla zrozumienia tejże relacji staje się postać lisa, tłumaczącego Małemu Księciu, że Róża, którą pozostawił on na swojej planecie jest jedyna i wyjątkowa, gdyż to właśnie ona jest tą, którą naprawdę kocha.

## Upamiętnienie
Jej związek z Antoine’em został przedstawiony w filmie Ananda Tuckera „Saint-Ex: The Storyteller” w którym w role małżonków wcielili się Bruno Ganz i Miranda Richardson.